# Jürgen Pichler
Jürgen Pichler (* 3. Juni 1961 in Nürnberg) ist ein deutscher Schachspieler und trägt seit 1991 den Titel eines Internationalen Meisters.
Pichler war von 1986 bis 1990 (für den Münchener SC 1836) und 1995 bis 2000 (für den Schachklub Passau 1869) in der eingleisigen 1. Schachbundesliga aktiv. Zuletzt spielte er in der Saison 2006/07 für Passau in der 2. Bundesliga. Seitdem ist er für keinen deutschen Schachverein gemeldet.
1988 gewann er das Neujahrsopen in Münnerstadt-Windheim. 1990 wurde er Erster vor Igor Khenkin bei einem IM-Turnier in Moskau. 1991 war er geteilter Dritter hinter Wassili Smyslow bei einem Großmeisterturnier in Gelsenkirchen.
Seine Elo-Zahl beträgt 2388 (Stand: Mai 2016), er wird jedoch als inaktiv geführt, da er seit der Saison 2006/07 der 2. Bundesliga Ost keine gewertete Partie mehr gespielt hat. Seine bisher höchste Elo-Zahl von 2435 erreichte er im Juli 1992.